# 카사비안
카사비안(Kasabian)은 영국 레스터 출신의 록 밴드이다.이전 멤버였던 기타리스트 크리스토퍼 카를로프가 찰스 맨슨의 지지자 중 한 명인 린다 카사비안의 이름으로부터 그룹 이름을 따왔다.

## 역사
카사비안은 일렉트로닉-인디 록의 혼합으로 프라이멀 스크림과, 그들의 자신감과 으스댐, 거친 보컬 스타일은 스톤 로지스와 오아시스와 비교된다.
2004년 첫 번째 앨범 《Kasabian》을 발매한 후 오아시스 공연의 오프닝을 맡았다.
첫 번째 앨범에서 가장 잘 알려진 〈Club foot〉의 뮤직비디오는 얀 팔라흐에게 헌정되었다.

공동 작곡가였던 크리스토퍼 카를로프는 두 번째 앨범 《Empire》 레코딩 동안 "예술적 창작적 차이"로 밴드로부터 떠났다.
두 번째 앨범 발매 이후 영국과 미국, 유럽, 일본 등지에서 공연을 가졌다.
2007년 1월말과 2월 초 동안 열리는 호주의 Big Day Out에 참여하였다.
2007년 NME Awards에서 Best Live Act 부분을 수상하였다.
2007년 5월 19일 Radio 1's Big Weekend, 6월 9일의 Isle of Wight Festival, 6월 22일 글래스톤베리 페스티벌의 피라미드 스테이지, 6월 30일 B'Estival에 참여하였다.
2007년 7월 7일에는 8개 도시 중 런던의 웸블리 스타디움에서 열린 Live Earth에서 공연을 가졌다. 7월 8일에는 스코트랜드의 T in the Park에서 공연하였다. 7월 17일과 18일에는 스페인의 이비자에서 열린 Ibiza Rocks에 참여하였다.
2007년 10월 2일 EP 《Fast Fuse》를 발매했으며 2009년 세 번째 음반 《West Ryder Pauper Lunatic Asylum 》을 발매했다.

## 디스코그라피

### 앨범
- 《Kasabian》(2004년 9월 13일)
- 《Empire》(2006년 8월 28일)
- 《West Ryder Pauper Lunatic Asylum》(2009년 6월 8일)
- 《Velociraptor!》(2011년 9월 19일)
- 《48:13》(2014년 6월 9일)
- 《For Crying Out Loud》(2017년)
- 《The Alchemist's Euphoria》(2022년)
- 《Happenings》(2024년)

### 라이브 앨범
- 《Live from Brixton Academy》(2005년 7월 4일)

### EP
- 《Fast Fuse》(2007)

### 싱글
- 〈Processed Beats〉(2003)
- 〈Reason Is Treason〉(2004)
- 〈Club Foot〉(2004)
- 〈L.S.F. (Lost Souls Forever)〉(2004)
- 〈Processed Beats〉(2004)
- 〈Cutt Off〉(2005)
- 〈Club Foot〉(reissue)(2005)
- 〈Empire〉(2006)
- 〈Shoot the Runner〉(2006)
- 〈Me Plus One〉(2007)

### 편집 앨범
- 《Music from the OC: Mix 5》(2005)

## 구성원
현재 구성:
- 톰 메이건(Tom Meighan) - 리드 보컬
- 세르지오 피조르노(Sergio Pizzorno) - 기타, 백보컬, 리드보컬
- 크리스 에드워즈(Chris Edwards) - 베이스
- 이언 매슈스(Ian Matthews) - 드럼

이전 멤버:
- 크리스토퍼 카를로프(Christopher Karloff) - 기타, 베이스, 신스, 옴니코드
- 제이 멜러(Jay Mehler) - 기타